# 매르트 이스라엘
매르트 이스라엘(에스토니아어: Märt Israel, 1983년 9월 23일 ~ )은 에스토니아의 육상 선수로 주종목은 원반던지기이다. 2011년 선전에서 열린 유니버시아드 대회에서 금메달을 획득했다.